# Jury (Moselle)
Jury település Franciaországban, Moselle megyében. Lakosainak száma 1383 fő (2022. január 1.). Jury Peltre, Ars-Laquenexy és Mécleuves községekkel határos.

## Népesség
A település népességének változása:
| Lakosok száma | 145  | 807  | 792  | 1181 | 1085 | 1014 | 1036 | 1223 | 1317 | 1383 |
|               | 1968 | 1982 | 1990 | 2006 | 2013 | 2015 | 2017 | 2019 | 2020 | 2022 |